# Mr. Self Destruct
«Mr. Self Destruct» es una canción de la banda estadounidense de rock industrial Nine Inch Nails. Fue lanzada el 8 de marzo de 1994. Escrita por el líder Trent Reznor, coproducida por Flood y grabada en Le Pig en 1993, es el tema de apertura de The Downward Spiral (1994) y anticipa la estética «fea» y el tono predominantemente «furioso» del álbum. La canción también ofrece una introducción lírica al protagonista del álbum. Su título hace referencia al tema de apertura homónimo del álbum de 1984 This Last Night in Sodom del dúo británico de new wave Soft Cell.
Tras recibir críticas positivas de la crítica musical, el título se convirtió en el nombre oficial de una gira de la banda. «Mr. Self Destruct» ha sido remezclado varias veces, cinco de ellas apareciendo en el álbum de remezclas que lo acompaña, Further Down the Spiral (1995), y en 1996 Reznor le otorgó al director de cine David Fincher —con quien luego colaboró junto con Atticus Ross para crear bandas sonoras para cuatro de sus películas— el permiso para usar un remix de la canción en un anuncio de televisión de Levi's.

## Composición y grabación

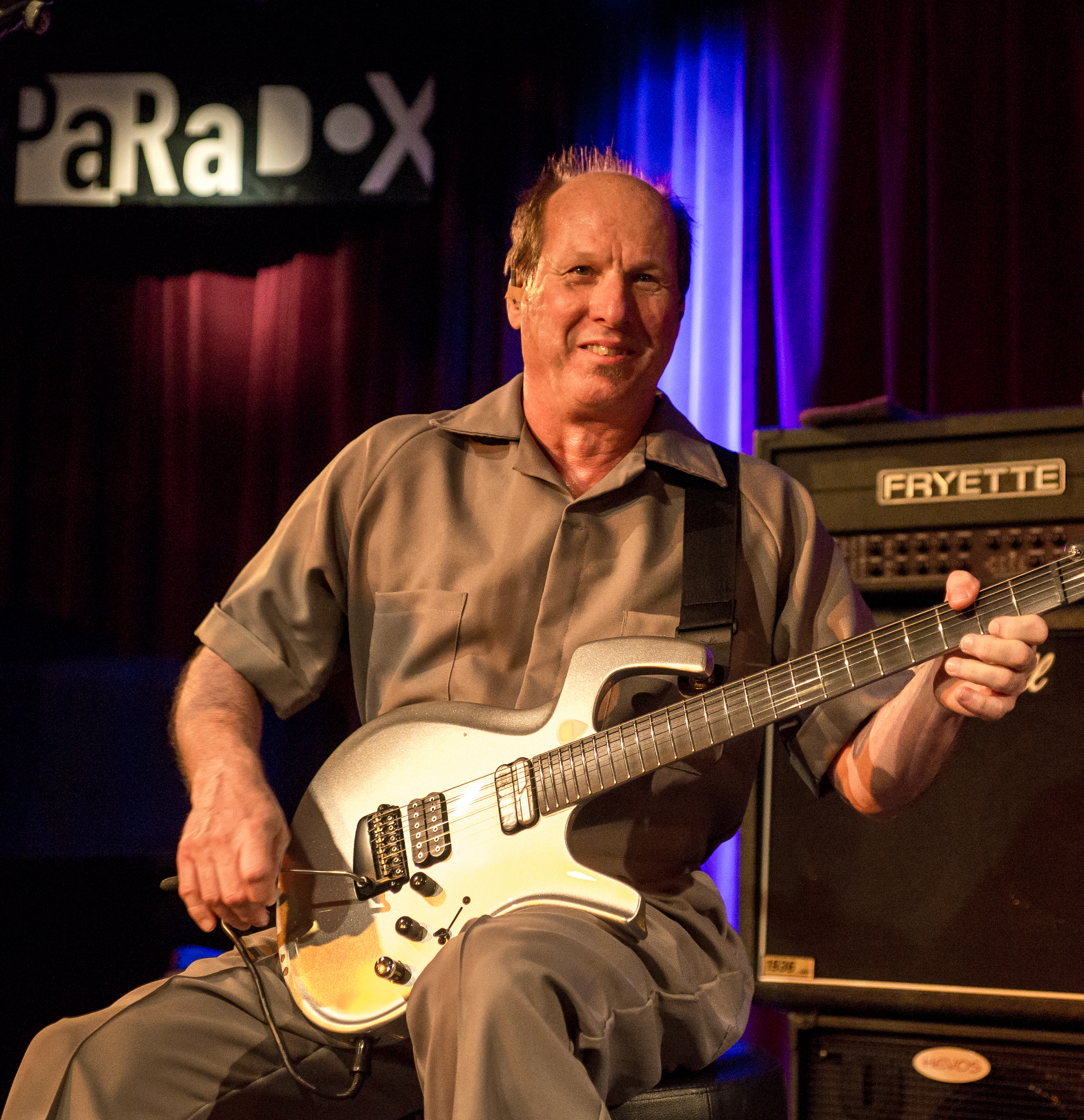
«Mr. Self Destruct» cuenta con contribuciones de Adrian Belew (fotografiado en 2016 por VWAhumaine fotografie).

Las primeras ideas para la canción surgieron tras su participación en el festival Lollapalooza de 1991. La producción comenzó tras la finalización de Broken (1992), cuando Reznor escribió un poema corto. Este se transformó en un prototipo de «Mr. Self Destruct», junto con muchas otras canciones. Flood fue el coproductor de la canción, al igual que del resto del entonces próximo álbum del proyecto de Reznor.
Reznor buscó la participación de Adrian Belew, y Flood lo invitó a la casa que rodeaba el estudio (10050 Cielo Drive). Al entrar en Le Pig, preguntó: «Hola, ¿qué quieres que haga?». El equipo de producción se comunicó con Belew, quien les indicó en qué afinación se tocaba la canción. Reznor respondió: «Eh, no estoy seguro. Probablemente en mi. A ver qué pasa. No te preocupes. Aquí tienes la cinta, y haz lo que quieras. ¡Vamos!». Belew finalmente grabó lo que se convirtió en el extraño final de la canción.

## Música y letras
«Mr. Self Destruct» anticipa de inmediato la estética y el tono del resto del álbum; la introducción de la canción presenta un sample del THX 1138 dirigido por George Lucas, que muestra a un hombre siendo golpeado por un guardia de prisión mientras está rodeado dentro de una cárcel, dando paso inmediatamente a la voz agresiva de Reznor interpretando las estrofas y los estribillos. Estas partes tienen un tempo de 200 BPM —como en «Big Man with a Gun»—. La voz desenfadada de Reznor contrasta con los sonidos cacofónicos que la rodean.
La única sección de la canción que incluye bajo es el puente, con la voz de Reznor como constructor. El resto de la estrofa y el estribillo siguen, concluyendo con ruido rosa que domina gradualmente la mezcla, antes de que se introduzca un loop de guitarra de tres segundos, interpretado por Belew. Tras repetirse unas quince veces, el bucle termina abruptamente y comienza la siguiente canción, «Piggy». La canción se basa en una escala pentatónica de re.
La letra presenta al antagonista de The Downward Spiral; quien, siniestramente, se autodenomina «la voz dentro de tu cabeza». Representa los impulsos sexuales, el poder de la adicción y los inevitables sentimientos de culpa y miedo. Parece violento, incluso sociópata, en ciertos momentos —«I'm the bullet in the gun»—, pero también afirma representar los propósitos de la religión y el objetivo último e inalcanzable de todo deseo humano.
La letra se repite constantemente; cada verso adopta la forma «I am the [...] and I control you». El coro también mantiene la voz en primera persona, creando un tono agresivo, íntimo, casi confesional que Reznor mantiene a lo largo del disco.

## Lanzamiento y recepción
Sputnikmusic comentó sobre la canción en una reseña de The Downward Spiral: «Las crípticas declaraciones de “Mr. Self Destruct” sobre las muchas adicciones que parecemos disfrutar abiertamente son de una poesía estremecedora, y sus guitarras de motosierra fulminantes y sus loops de batería ametralladora son un ejemplo excepcional de lo agresiva y a la vez melodiosa que puede ser la música industrial». La revista Rolling Stone también se mostró positiva con «Mr. Self Destruct», afirmando que «los pasajes suaves lo son principalmente en el sentido de no ser ruidosos, como si hubiera una fiesta genial calle abajo en la que te estuvieras acobardando, con guitarras a tope y cajas de ritmos a todo volumen y demás. Pero casi tan pronto como corres a tu preamplificador y le metes más potencia, el volumen vuelve, pero tan inimaginablemente alto esta vez que crees que las bobinas de tus altavoces se van a fundir, y el viejo Reilly, en el apartamento de al lado, ya ha empezado a golpear la pared con su escoba». «Mr. Self Destruct» fue remezclado. cinco veces para Further Down the Spiral (1995), incluyendo un remix producido por Reznor con la banda en vivo Nine Inch Nails, tres remixes de JG Thirlwell y una nueva versión parcialmente producida por Aphex Twin.

### Uso mediático
En 1996, un remix de «Mr. Self Destruct» —«Self Destruction, Part Two»— se usó con el permiso de Reznor en un anuncio de televisión de Levi's, que fue dirigido por David Fincher —digno de mención en el momento de la fecha de lanzamiento del anuncio por dirigir su película revelación de 1995, Seven—. Fincher luego dirigió el video musical de «Only» en junio de 2005, y junto con Atticus Ross, Reznor colaboró más tarde con él para las bandas sonoras de las películas The Social Network (2010), The Girl with the Dragon Tattoo (2011), Gone Girl (2014) y Mank (2020). En 2004, «Mr. Self Destruct» apareció en Man on Fire (2004), una película en la que Reznor participó.

## Personal
Todos los créditos están adaptados de las notas del álbum principal.
- Trent Reznor — voces, guitarra, bajo, teclados, programación, coproducción
- Adrian Belew — «guitarra generadora de texturas»
- Chris Vrenna — samples[39]
- Flood — coproducción
- Alan Moulder — mezcla